# GetApp
GetApp est une entreprise fondée en 2010 et basée à Barcelone, Espagne. L'entreprise utilise un modèle de paiement coût par clic : les éditeurs de logiciels ne payent que lorsqu'un utilisateur de GetApp clique sur leur site web. Les éditeurs peuvent émettre une enchère sur la base de la catégorie de logiciel et de la position dans la liste.

## Histoire
En 2015, l’entreprise GetApp a été achetée par Gartner. GetApp, qui est désormais une division de Gartner, est un service web gratuit qui aide les utilisateurs des petites et moyennes entreprises à trouver des solutions logicielles d'entreprise grâce à un système de notes et d’avis générés par les utilisateurs. Selon TechCrunch, GetApp est une plateforme neutre et ne favorise aucune solution logicielle par rapport à une autre.
Entre 2013 et 2018, le site est passé de plus de 5 000 applications et 20 000 vendeurs à une plateforme comptant plus de 9 millions de visiteurs, 50 000 vendeurs référencés et 1 million de commentaires vérifiés.

## Version francophone et autres versions du site
Les fondateurs de GetApp étant Français, il y a toujours eu une version française du site. Aujourd'hui, la plateforme est disponible dans 16 pays et en 6 langues.
À partir de 2020, GetApp France a publié plusieurs enquêtes sur la technologie pour les PME françaises, par exemple autour de la réalité augmentée affectant les habitudes d'achat des Français ou autour de la collaboration sur le lieu de travail pendant et après Covid.